# بقتشير (جزين)
بقتشیر (بالفارسية: بقچیر) هي قرية تقع في إيران في قسم جزين الريفي. يقدر عدد سكانها بـ 172 نسمة بحسب إحصاء 2016.